# Histoire d'Yvetot

Les armoiries de la ville d'Yvetot se blasonnent ainsi :
de gueules à deux gerbes de blé en chef et deux navettes passées en sautoir en pointe, le tout d'or.
Ornements extérieurs : croix de guerre 1939-1945

L'histoire d'Yvetot, petite ville de la Seine-Maritime, débute, en l'état actuel des connaissances, au Moyen Âge. L'activité commerciale de la ville au cœur du Pays de Caux se poursuivit à l'époque moderne. Au XIXe siècle, Yvetot connut une mutation de son activité économique avec le développement de la production d'étoffe de coton remplacée au XXe siècle par l'imprimerie. En 1940, au début de la Seconde Guerre mondiale, la ville subit des bombardements allemands qui détruisirent le centre ville.

## Moyen Âge
Le nom d'Yvetot est cité pour la première fois en 1021, dans une charte de donation du duc de Normandie Richard II, aux religieux de l'abbaye de Saint-Wandrille.
Le nom Ivetoht (1025-1026), Ivetot (1046-1048) est de formation médiévale ; le radical -tot est issu du vieux norrois topt, toft, signifiant « emplacement, endroit constructible, ferme ». Le préfixe Ivo, désigne
un anthroponyme d'origine franque qui a donné le prénom Yves.

### Le roi d'Yvetot
Les origines du royaume d'Yvetot, restent obscures et de nombreuses hypothèses ont été avancées. Une chose est certaine, aux XIVe et XVe siècles, des actes officiels mentionnent effectivement la qualification de « roi d'Yvetot ». Plusieurs familles (dont la famille d'Yvetot jusqu'en 1401) tinrent la seigneurie d'Yvetot, avec le titre de roi (ou de prince, notamment à partir de Martin du Bellay, vers 1551). En octobre 1464, par lettres patentes, le roi Louis XI (1423-1483) confirme les droits de la seigneurie d'Yvetot.
Ces seigneurs portent souvent le titre de roi, bénéficiant de la souveraineté jusqu'en 1551. Ce titre de noblesse est attesté en 1024. Détaché de tout hommage, au moins depuis 1203, ce territoire resta une principauté jusqu'en 1789. Le royaume d'Yvetot correspondait approximativement aux communes actuelles d'Yvetot, de Sainte-Marie-des-Champs et de Saint-Clair-sur-les-Monts.

### Yvetot pendant la guerre de Cent Ans
Pendant la guerre de Cent Ans, le pays de Caux a été victime d’une catastrophe démographique et économique. Il a fallu attendre la défaite des Anglais et la reconquête de la Haute-Normandie par la monarchie française pour que cette région connaisse une véritable renaissance. La ville d'Yvetot a été incendiée alors qu'elle était sous domination anglaise. en 1418.

## Epoque moderne

### Yvetot victime des guerres de religion
Lors des guerres de Religion, le 26 avril 1592, le roi Henri IV, qui menait une campagne en pays de Caux, prit sur Yvetot, la ville fut une nouvelle fois incendiée. Durant 16 jours, des combats acharnés opposèrent les armées du roi à celles de la Ligue.

### Le centre ville d'Yvetot détruit par un incendie en 1688
Yvetot redevint un centre commercial prospère sous Louis XIV avec cinq halles pour les grains, les cordonniers, bouchers, filassiers, merciers et drapiers. Un couvent des bernardines (l'abbaye d'Yvetot) fut fondé en 1660. Fermé en 1780, il fut transformé en prison.
Le 20 Août 1688, un incendie détruisit tout le centre-ville. La ville ne fut reconstruite qu'en 1698 et l'église Saint-Pierre en 1771.
Si depuis la Réforme, le Pays de Caux était favorable au protestantisme, Yvetot restait une ville catholique.
La prospérité de la ville était liée à un commerce fort développé dès le XVIIe siècle, grâce à des privilèges fiscaux, et à des filatures de coton.

## Epoque contemporaine

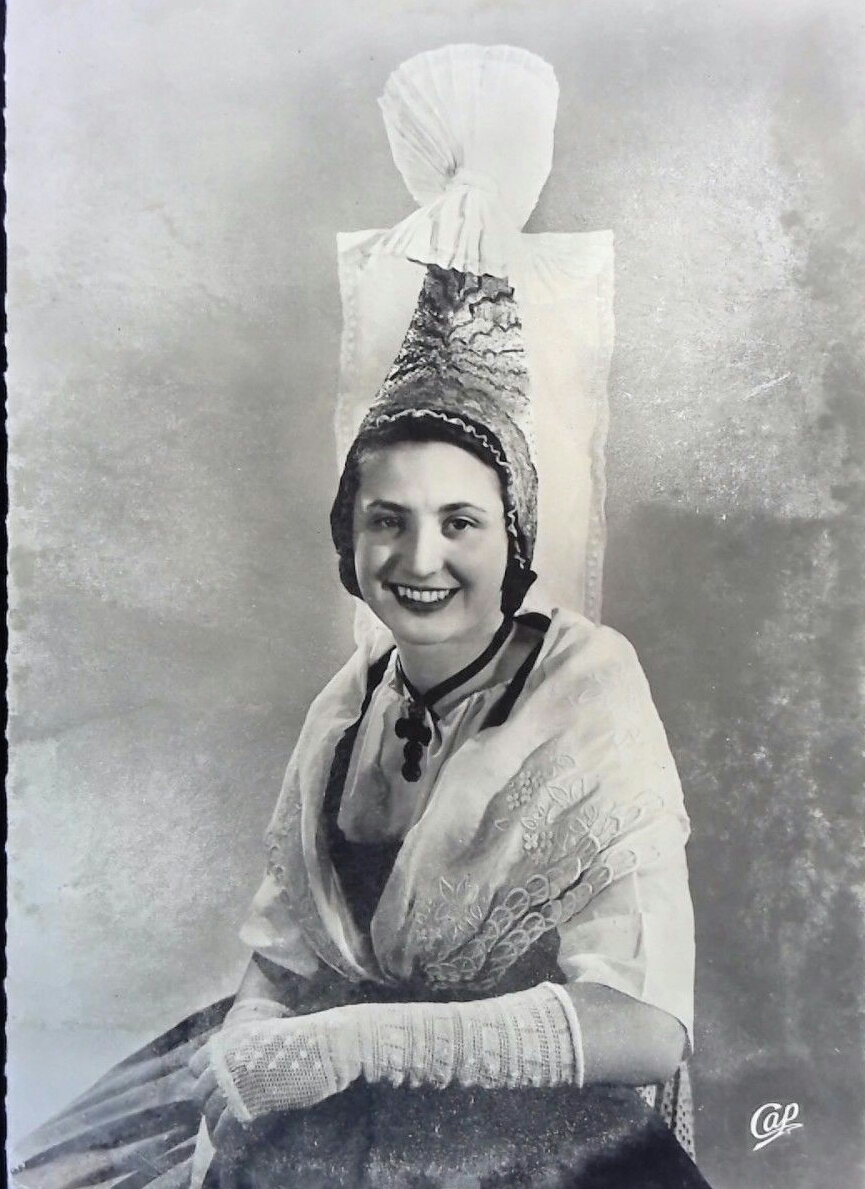
Femme portant la coiffe du Pays de Caux dit « bonnet cauchois » ou coiffe d'Yvetot (vers 1930).

### Yvetot, ville jacobine pendant la Révolution française
Le 4 mars 1789, la ville fut le lieu d'une émeute due à la cherté des blés, des heurts eurent lieu dans les halles aux blés. Pendant l'été 1789 la bourgeoisie de la ville crée une unité de garde nationale placée sous la tutelle de la  municipalité, pour assurer l'ordre dans la ville. Lors de la création du département de la Seine-Inférieure, en 1790, Yvetot devint chef-lieu de district.
Jacobine au début de la Révolution, Yvetot prit le nom d'Yvetot-la-Montagne, en 1793. Des fêtes civiques s'y déroulèrent, ainsi qu'une lutte contre les accapareurs. La société des sans-culottes d'Yvetot-la-Montagne félicita la Convention et affirma son idéal républicain le 12 Floréal AN II (le 14 mai 1794).
La chute de Robespierre et la fin de la Terreur furent suivie à Yvetot par une période d'épuration et de destruction des arbres de la Liberté.

### Visite de Napoléon Ier à Yvetot
En 1800, Yvetot devint chef-lieu d'arrondissement, siège d'une sous-préfecture et le resta jusque 1926. Napoléon Ier vint deux fois à Yvetot, en 1802 et 1810. En 1802 (14 brumaire an XI), le Premier Consul accompagné de son épouse se rendit à la sous-préfecture où lui furent présentées différentes pièces de marchandises qui se fabriquaient à Yvetot avant de reprendre la route vers Le Havre. Le 30 mai 1810, l'Empereur et l'Impératrice furent reçus à l'hôtel de ville où ils déjeunèrent avant de poursuivre leur voyage vers Rouen.

### La révolution industrielle à Yvetot
La production cotonnière connut une expansion après 1794, avec l'arrivée des machines à vapeur. Comme dans tout le pays de Caux se pratiquait, la sculpture et la taille de l'ivoire et de l'os.
Au XIXe siècle, la ville et son arrondissement développèrent une production de tissus, essentiellement de coton, de soie et de laine dont les « Rouennerie » ou « Rouannerie » aux teintes rouge, rose, parme.
Les conditions de vie et de travail des ouvriers, hommes, femmes et enfants étaient éprouvantes et misérables. En 1850, Yvetot était le premier marché aux étoffes et aux toiles du pays de Caux. La ville comptait, en 1861, 40 établissements pour 8 500 ouvriers, quand en 1863 elle n'en comptait plus que 35 pour 4 000 ouvriers,. L'activité cotonnière disparut presque complètement après 1870, à laquelle se substitua aux XIXe et XXe siècles, une forte activité dans le domaine de l'imprimerie.

### Arrivée du chemin de fer à Yvetot

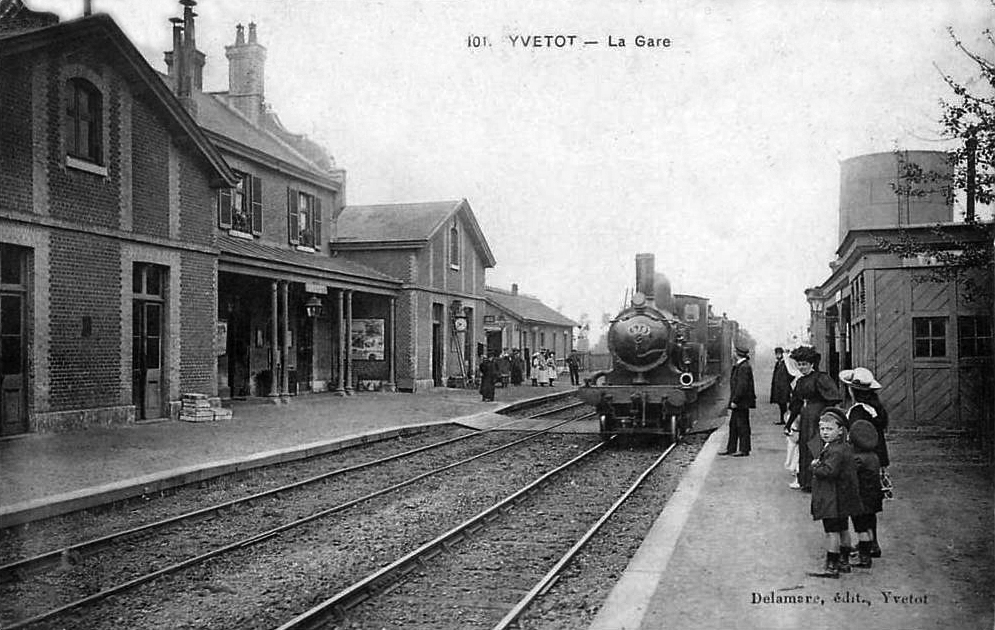
La gare d'Yvetot vers 1900.

En 1847 fut mise en service la gare d'Yvetot, sur la ligne de chemin de fer de Paris au Havre, facilitant le déplacement des personnes et le transport des marchandises. En 1793, date du premier recensement en France, la commune d'Yvetot était peuplée de 9 800 habitants depuis, et jusque 1921, la commune connut un déclin démographique qui fit tomber sa population à 7 010 habitants. La reprise démographique fut lente mais continue depuis lors si on excepte la période de l'immédiat après Seconde Guerre mondiale. Le chemin de fer facilitant les déplacements vers les grands centres urbains, Le Havre, Rouen ou Paris expliquent pour partie cette décrue.

### Le roi d'Yvetot personnage littéraire
À partir de 1813-1815, Le Roi d'Yvetot, roi sans royaume, devint une figure populaire de la chanson satirique de cabaret à travers le chansonnier Béranger. Depuis lors le thème est repris en romans, pièces de théâtre, opérettes et opéra-comiques ou au cinéma. On trouve cette figure dans les Misérables de Victor Hugo : « Ce qui est la traduction de rester tranquille. Les grands événements, les grands hazards, les grandes aventures, les grands hommes, Dieu merci, on en a assez vu, on en a par-dessus la tête. On donnerait César pour Prusias et Napoléon pour le roi d’Yvetot. »

### Guerre de 1870, Yvetot occupée par les Prussiens
Durant la guerre franco-allemande de 1870, Yvetot servit de base arrière pour les Prussiens, qui ayant pris Rouen ne parvenaient pas à prendre Le Havre.
Yvetot vit sous occupation prussienne, une période difficile et brutale marquée par de nombreuses réquisitions jusqu'en 1871. Le 8 mai 1871, deux hommes accusés d'avoir maltraités des soldats prussiens furent fusillés.
C'est durant cette occupation qu'un trésor de plusieurs dizaines de pièces d'or fut caché rue de la Briqueterie .
Le Guide-Joanne, de 1885, décrivait Yvetot, comme un chef lieu d'arrondissement de 8 397 habitants, située dans une plaine fertile mais dépourvu de cours d'eau. L'église du XVIIIe siècle renfermait un autel en marbre, des boiseries en chêne et une chaire de 1786.

### Développement de l'Imprimerie

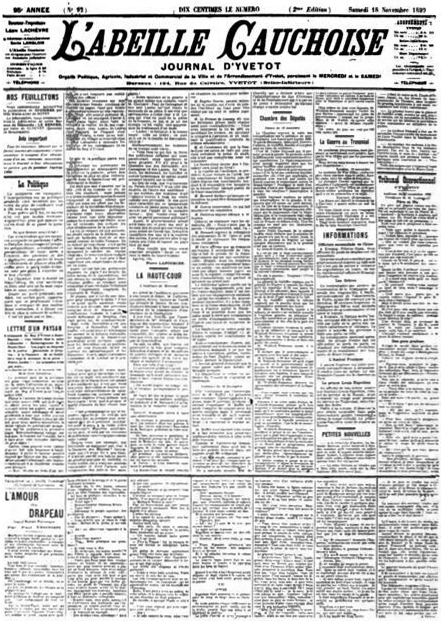
L'Abeille Cauchoise.

L'imprimerie apparaît à Yvetot autour de 1762, le premier typographe y est autorisé en 1789. En 1803, il y avait qu'un imprimeur, puis en 1815 Resche, puis Jourdain fils en 1816.
Le journal L'Abeille Cauchoise ou  L'Abeille Cauchoise, journal d'Yvetot et d'annonces judiciaires est fondé en 1804. Ce journal très populaire en Normandie est imprimé au 122, rue du Calvaire, puis rues Haëmers et Lormier. L'Imprimerie de l'Abeille Cauchoise édite aussi le pays de Caux et l'Almanach du Roy d'Yvetot. L'Abeille Cauchoise (1805-1939) de tendance républicaine modérée, disparaît en 1944. Imprimés par les imprimeurs Bretteville Frères à Yvetot, les journaux hebdomadaires L'Avenir de Duclair, Journal républicain, Le Flot (1889-1939), de tendance radicale, Le Réveil d'Yvetot de tendance radicale (1880-1939), sont fondés dans les années 1880.

### Yvetot pendant la Première Guerre mondiale
Pendant la Première Guerre mondiale, Yvetot située à l'arrière du front, fut une base britannique avec un hôpital militaire anglais. Dans le cimetière Saint-Louis, des soldats décédés furent inhumés dans le carré militaire.

### Seconde guerre mondiale, Yvetot ville meurtrie
Le 10 juin 1940, le 25e Panzer-Regiment commandé par Rommel entre dans Yvetot, désertée par ses habitants. La ville est alors incendiée en particulier tout le centre-ville et l'église Saint-Pierre. L’occupation commence, elle dure 50 mois dans des conditions inconfortables, avec des centaines de maisons calcinées, plus de 1 000 sinistrés et 2 hectares de terrain anéantis. La gare et sa ligne de chemin de fer sont bombardées en 1942 et en 1944. En juin 1944, des commandos parachutistes anglais y sont largués avec succès.
Yvetot fut libérée le 1er septembre 1944, par les troupes canadiennes et alliées.

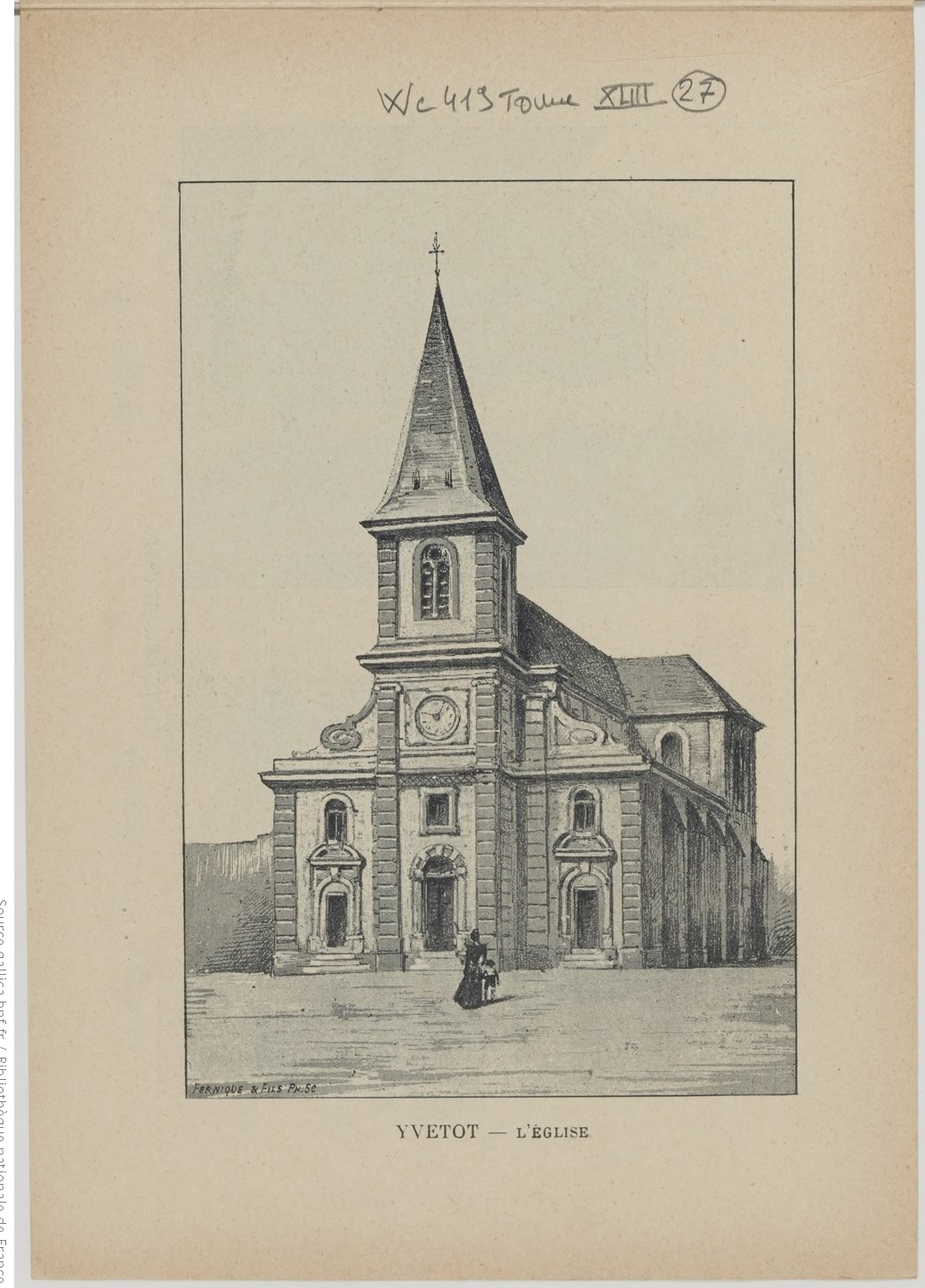
L'église Saint-Pierre d'Yvetot vers 1880.
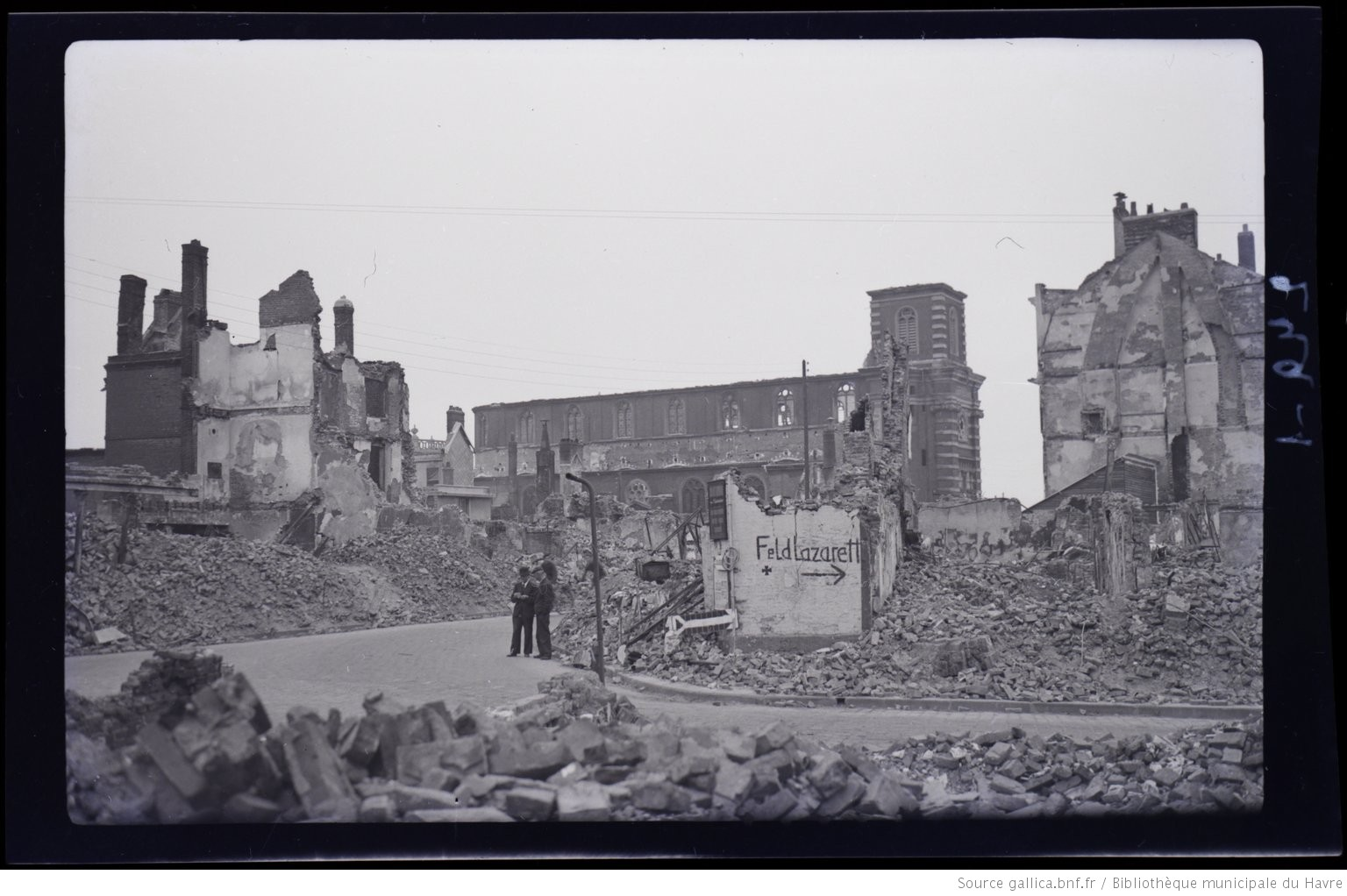
Yvetot, centre-ville et église Saint-Pierre en 1941.
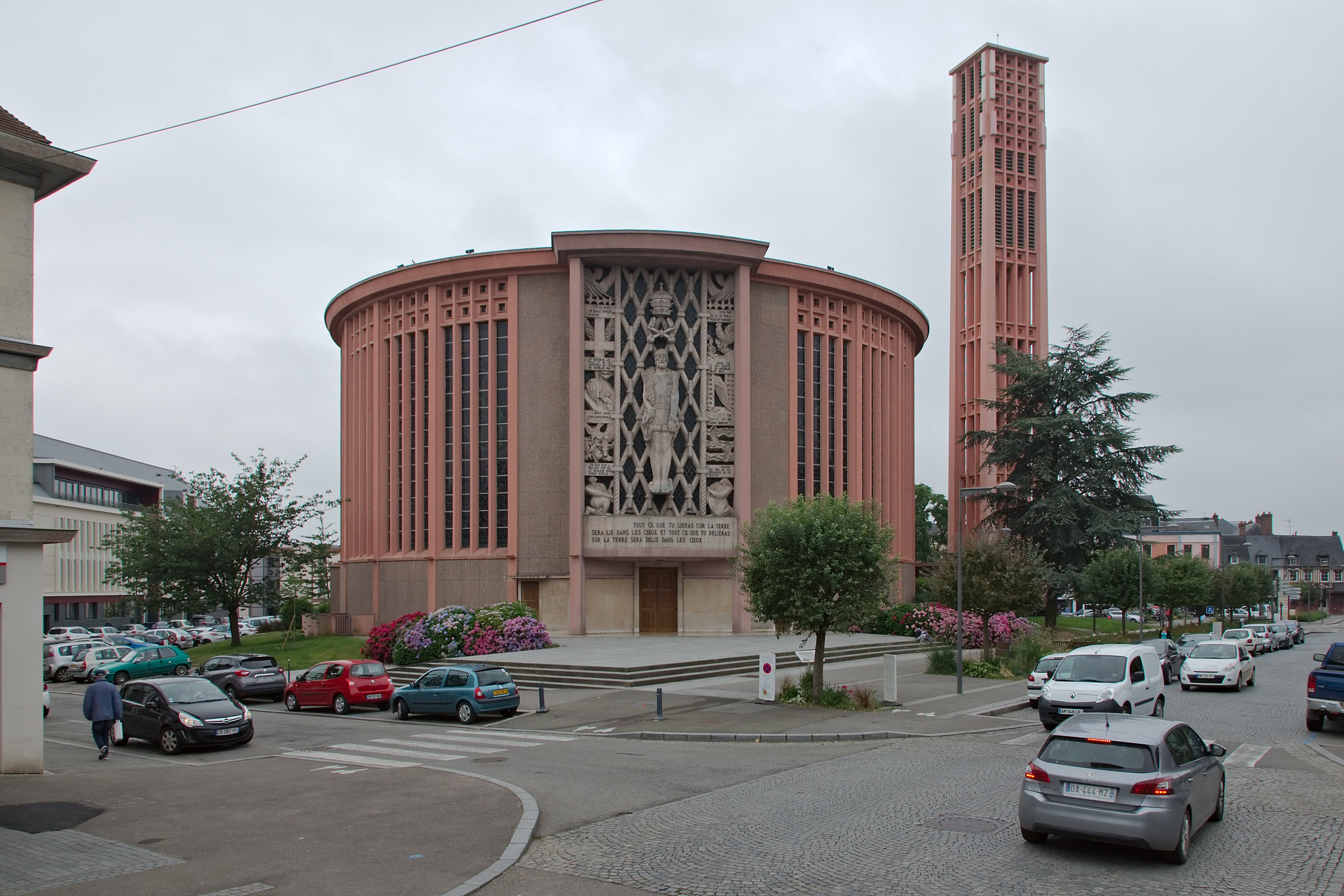
Yvetot, l'église Saint-Pierre reconstruite de 1956 à 1963.

### La reconstruction
Pratiquement rasée en 1940 au début de la Seconde Guerre mondiale par les Allemands, la ville fut reconstruite à partir de 1945. 
En 1941, un plan d’urbanisme fut dressé par R. Millet. En 1946, un nouveau plan d’urbanisme fut conçu et l’architecte Otello Zavaroni supervisa les travaux de reconstruction. Les nouveaux immeubles furent construits en utilisant les mêmes matériaux et en égalisant la hauteur des bâtiments. L'église Saint-Pierre fut reconstruite de 1956 à 1963, sur les plans des architectes Chirol, Flavigny et Marchand avec des vitraux de Max Ingrand.

### Yvetot, grand centre d'imprimerie
Pendant les Trente Glorieuses, la ville devint un grand centre d'imprimerie, pour les journaux Témoignage Chrétien, ou en encore les éditions du Fleuve Noir qui y imprimaient les romans de Frédéric Dard, San-Antonio grâce entre autres à l'Imprimerie Commerciale, également imprimeur du fameux J'irai cracher sur vos tombes de Boris Vian en 1946 pour les éditions Scorpion.
Sous l'impulsion d'André Bettencourt, les journaux Le Petit Cauchois et Le Réveil d'Yvetot fusionnent en 1948 et deviennent Le Courrier cauchois, publié par la Société Cauchoise de presse et de publicité sise à Yvetot.
En 1958, Yvetot était décrite comme un centre d'imprimerie d'intérêt régional selon La Revue de Rouen, en effet les destructions sévères du Havre et de Rouen avaient entrainé une relocalisation de cette a activité vers les imprimeries à Yvetot, restées indemnes. La ville comptait 5 imprimeries. En 1967, l'Imprimerie Commerciale devint l'Imprimerie Nouvelle. Elle fusionna avec l’imprimerie Édition Témoignage chrétien, et devint ETC Inn installée à Sainte-Marie-des-Champs jusqu’à sa fermeture en 2018. Les bâtiments de l'Imprimerie Nouvelle furent détruits en décembre 2022.
En 1950, la bibliothèque municipale d'Yvetot contenait 40 000 ouvrages. La Bibliothèque créée en 1790 possède environ 10 000 livres du XVIIe au XIXe siècle, ainsi qu'un fond d'éditions techniques, exemple de la culture ouvrière.

### La désindustrialisation à Yvetot
Créée en 1912, la société Ozona, développa la production de layettes pour bébé à partir de 1950 avec près de 800 ouvrières. Dernier établissement de tisserands, les Établissements Laporte fermèrent en 2014. La ville comptait également deux minoteries. La marque de margarine Astra créée en 1912 à Yvetot déménagea dans la banlieue parisienne en 1933. La laiterie est fermée depuis 1972.